# Olga Matwejewa
Olga Matwejewa (russisch Ольга Матвеева; englische Transkription: Olga Matveeva; * 20. Dezember 1975 in Leningrad) ist eine spanische Beachvolleyballspielerin sowjetischer Herkunft.

## Karriere
Matwejewa spielte ihre ersten internationalen Turniere 2006 mit Teresa Zunzunegui Hernando. Während das Duo bei den Shanghai Open auf den 25. Platz kam, reichte es bei zwei Grand Slams nur zu Rang 41. 2007 kam Matwejewa mit Ester Alcon zusammen. Nach zwei 17. Plätzen bei Open-Turnieren nahmen Matwejewa/Alcon an der WM in Gstaad teil. Dort setzten sie sich in der Gruppe vor zwei punktgleichen Mannschaften durch und scheiterten in der ersten Hauptrunde an den Brasilianerinnen Renata/Talita. Die EM in Valencia beendeten sie ebenfalls auf Platz 17. Ein Jahr später mussten sie sich beim EM-Turnier in Hamburg den deutschen Duos Banck/Günther und Brink-Abeler/Jurich geschlagen geben. Anschließend erreichten sie bei den Marseille Open als Neunte erstmals die Top Ten. 2009 qualifizierten sich die beiden Spanierinnen für die WM in Stavanger. Dort gelang ihnen in den drei Gruppenspielen jedoch kein Satzgewinn, so dass sie nach der Vorrunde ausschieden.
2011 absolvierte Matwejewa mit Liliana Fernández Steiner das Open-Turnier in Mysłowice. Im folgenden Jahr bildete sie ein Duo mit Nazaret Florian. Nach dem Masters in Baden spielte das Duo zwei Grand Slams und kam schließlich beim Open-Turnier in Bang Saen auf den 25. Platz.
Seit 2013 spielt Matwejewa mit verschiedenen Partnerinnen auf nationalen Turnieren.

## Privates
Matwejewa wanderte 1999 von Russland nach Spanien aus. Hier heiratete sie den Beachvolleyballtrainer Juan Manuel Moreno, mit dem sie seit 2002 die Tochter und spätere Beachvolleyballspielerin Tania Moreno Matveeva hat.